# Souvigné (Indre-et-Loire)
Pour les articles homonymes, voir Souvigné.
Souvigné est une commune française située dans le département d'Indre-et-Loire, en région Centre-Val de Loire.
Ses habitants sont appelés les Souvignois et Souvignoises.

## Géographie

### Localisation
Souvigné est située au nord-ouest du département d'Indre-et-Loire, près de Château-la-Vallière et du château de Vaujours.
| Couesmes               | Brèches        |          |
| Château-la-Vallière    | Souvigné       | Sonzay   |
| Courcelles-de-Touraine | Cléré-les-Pins | Ambillou |

### Hydrographie

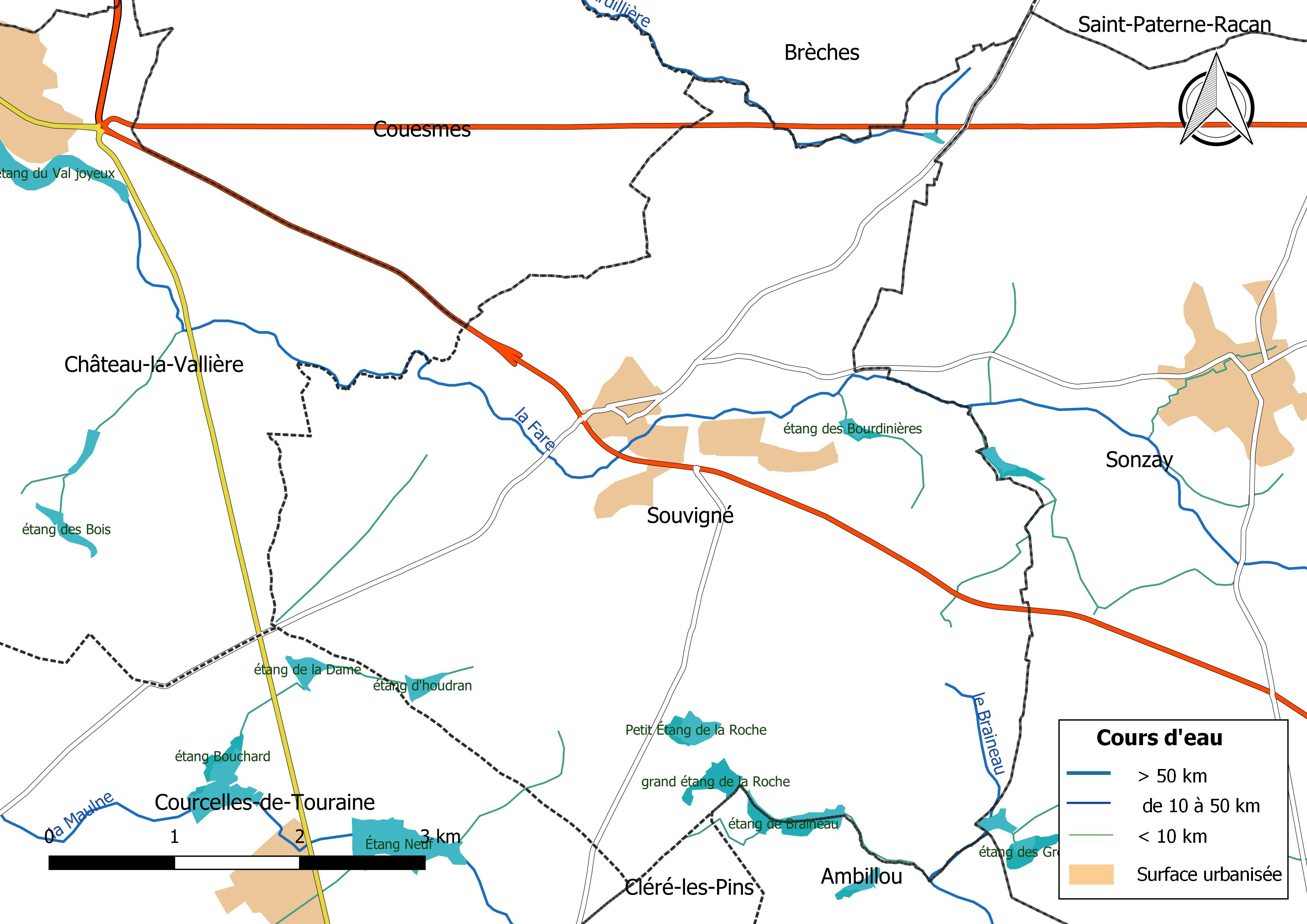
Réseau hydrographique de Souvigné.

Le réseau hydrographique communal, d'une longueur totale de 16,46 km, comprend trois cours d'eau notables, la Fare (4,979 km) et l'Ardillière (1,872 km) et le Braineau (1,536 km), et sept petits cours d'eau pour certains temporaires,.
La Fare, d'une longueur totale de 36,9 km, prend sa source dans la commune de Sonzay et se jette  dans le Loir à La Chapelle-aux-Choux (Sarthe) après avoir traversé 8 communes.
Ce cours d'eau est classé dans la liste 2 au titre de l'article L. 214-17 du code de l'environnement sur le Bassin Loire-Bretagne. Du fait de ce classement, tout ouvrage doit être géré, entretenu et équipé selon des règles définies par l'autorité administrative, en concertation avec le propriétaire ou, à défaut, l'exploitant.
Sur le plan piscicole, la Fare est classée en première catégorie piscicole. Le groupe biologique dominant est constitué essentiellement de salmonidés (truite, omble chevalier, ombre commun, huchon).
L'Ardillière, d'une longueur totale de 11,8 km, prend sa source dans la commune de Souvigny et se jette dans la Fare au droit de la commune de Villiers-au-Bouin, après avoir traversé 5 communes.
Ce cours d'eau est classé dans la liste 2 au titre de l'article L. 214-17 du code de l'environnement sur le Bassin Loire-Bretagne. Du fait de ce classement, tout ouvrage doit être géré, entretenu et équipé selon des règles définies par l'autorité administrative, en concertation avec le propriétaire ou, à défaut, l'exploitant.
Sur le plan piscicole, l'Ardillière est également classée en deuxième catégorie piscicole.
Le Braineau, d'une longueur totale de 10,6 km, prend sa source au sud-est du territoire communal aux abords du hameau de l'Ormeau et se jette dans la Bresme à Ambillou.
Sur le plan piscicole, le Braineau est également classé en deuxième catégorie piscicole.
Neuf zones humides ont été répertoriées sur la commune par la direction départementale des territoires (DDT) et le conseil départemental d'Indre-et-Loire : « la vallée de la Fare de Sonzay à Souvigné », « la vallée de l'Ardillière de la Baronnière à la Thibaudière », « la vallée de la Fare de Souvigné à Château-la-Vallière », « l'étang des Trois Frères et suivants », « l'étang des Grêles », « les étangs de Braineau », « l'étang d'Houdran », « l'étang des Bourdinières » et « l'étang du Ripray »,.

### Climat
Pour des articles plus généraux, voir Climat du Centre-Val de Loire et Climat d'Indre-et-Loire.
En 2010, le climat de la commune est de type climat océanique dégradé des plaines du Centre et du Nord, selon une étude du CNRS s'appuyant sur une série de données couvrant la période 1971-2000. En 2020, Météo-France publie une typologie des climats de la France métropolitaine dans laquelle la commune est dans une zone de transition entre le climat océanique et le climat océanique altéré et est dans la région climatique  Moyenne vallée de la Loire, caractérisée par une bonne insolation (1 850 h/an) et un été peu pluvieux. 
Pour la période 1971-2000, la température annuelle moyenne est de 11,1 °C, avec une amplitude thermique annuelle de 14,7 °C. Le cumul annuel moyen de précipitations est de 717 mm, avec 11,3 jours de précipitations en janvier et 6,8 jours en juillet. Pour la période 1991-2020, la température moyenne annuelle observée sur la station météorologique de Météo-France la plus proche, sur la commune de Channay-sur-Lathan à 11 km à vol d'oiseau, est de 12,1 °C et le cumul annuel moyen de précipitations est de 708,7 mm,. Pour l'avenir, les paramètres climatiques de la commune estimés pour 2050 selon différents scénarios d'émission de gaz à effet de serre sont consultables sur un site dédié publié par Météo-France en novembre 2022.

## Urbanisme

### Typologie
Au 1er janvier 2024, Souvigné est catégorisée commune rurale à habitat dispersé, selon la nouvelle grille communale de densité à sept niveaux définie par l'Insee en 2022.
Elle est située hors unité urbaine. Par ailleurs la commune fait partie de l'aire d'attraction de Tours, dont elle est une commune de la couronne,. Cette aire, qui regroupe 162 communes, est catégorisée dans les aires de 200 000 à moins de 700 000 habitants,.

### Occupation des sols
L'occupation des sols de la commune, telle qu'elle ressort de la base de données européenne d’occupation biophysique des sols Corine Land Cover (CLC), est marquée par l'importance des territoires agricoles (63,2 % en 2018), une proportion sensiblement équivalente à celle de 1990 (63,3 %). La répartition détaillée en 2018 est la suivante : 
prairies (30,5 %), forêts (30,2 %), terres arables (23,5 %), zones agricoles hétérogènes (9,3 %), zones urbanisées (2 %), mines, décharges et chantiers (1,7 %), milieux à végétation arbustive et/ou herbacée (1,5 %), eaux continentales (1,4 %). L'évolution de l’occupation des sols de la commune et de ses infrastructures peut être observée sur les différentes représentations cartographiques du territoire : la carte de Cassini (XVIIIe siècle), la carte d'état-major (1820-1866) et les cartes ou photos aériennes de l'IGN pour la période actuelle (1950 à aujourd'hui).

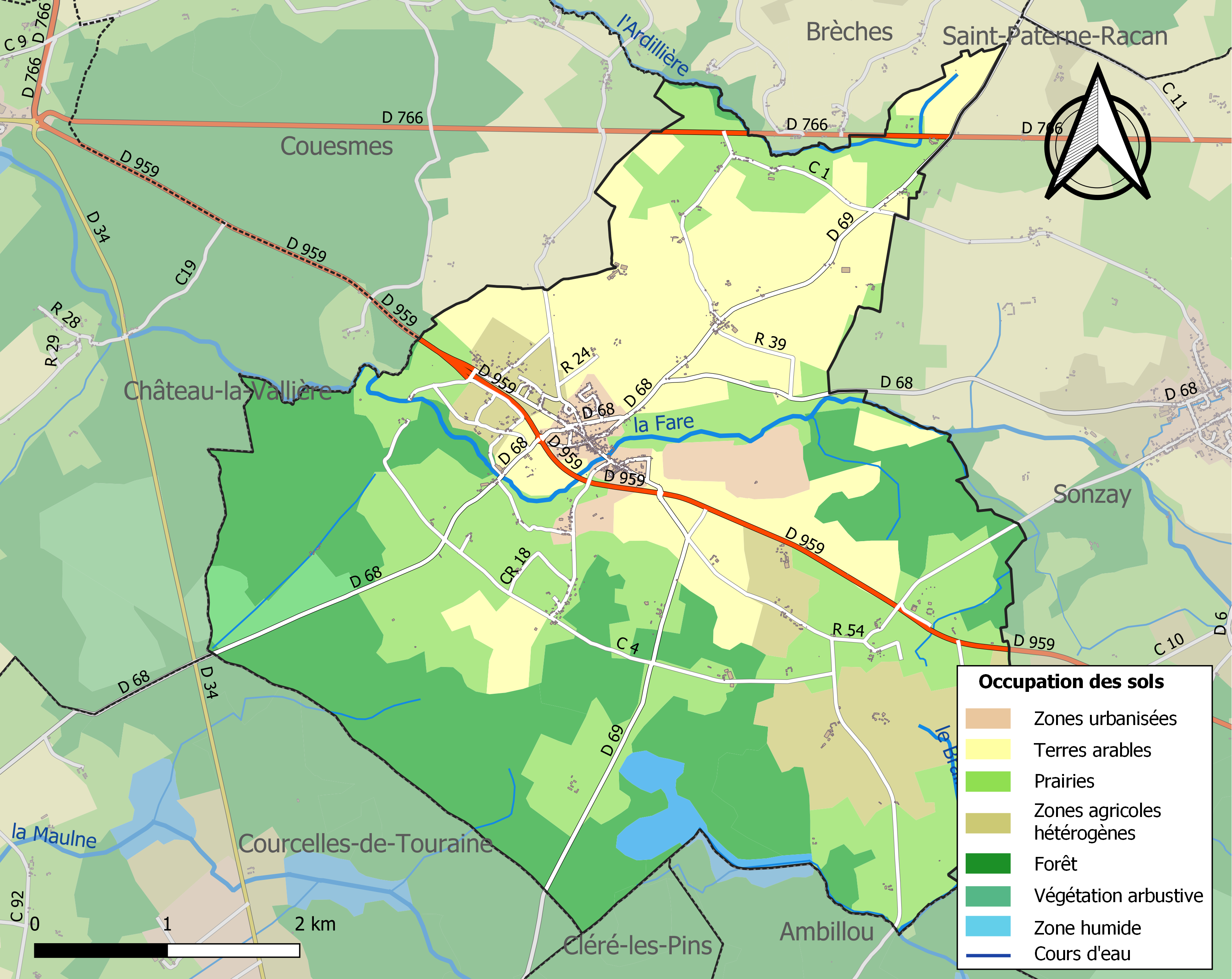
Carte des infrastructures et de l'occupation des sols de la commune en 2018 (CLC).

### Risques majeurs
Le territoire de la commune de Souvigné est vulnérable à différents aléas naturels : météorologiques (tempête, orage, neige, grand froid, canicule ou sécheresse) et séisme (sismicité très faible). Un site publié par le BRGM permet d'évaluer simplement et rapidement les risques d'un bien localisé soit par son adresse soit par le numéro de sa parcelle.

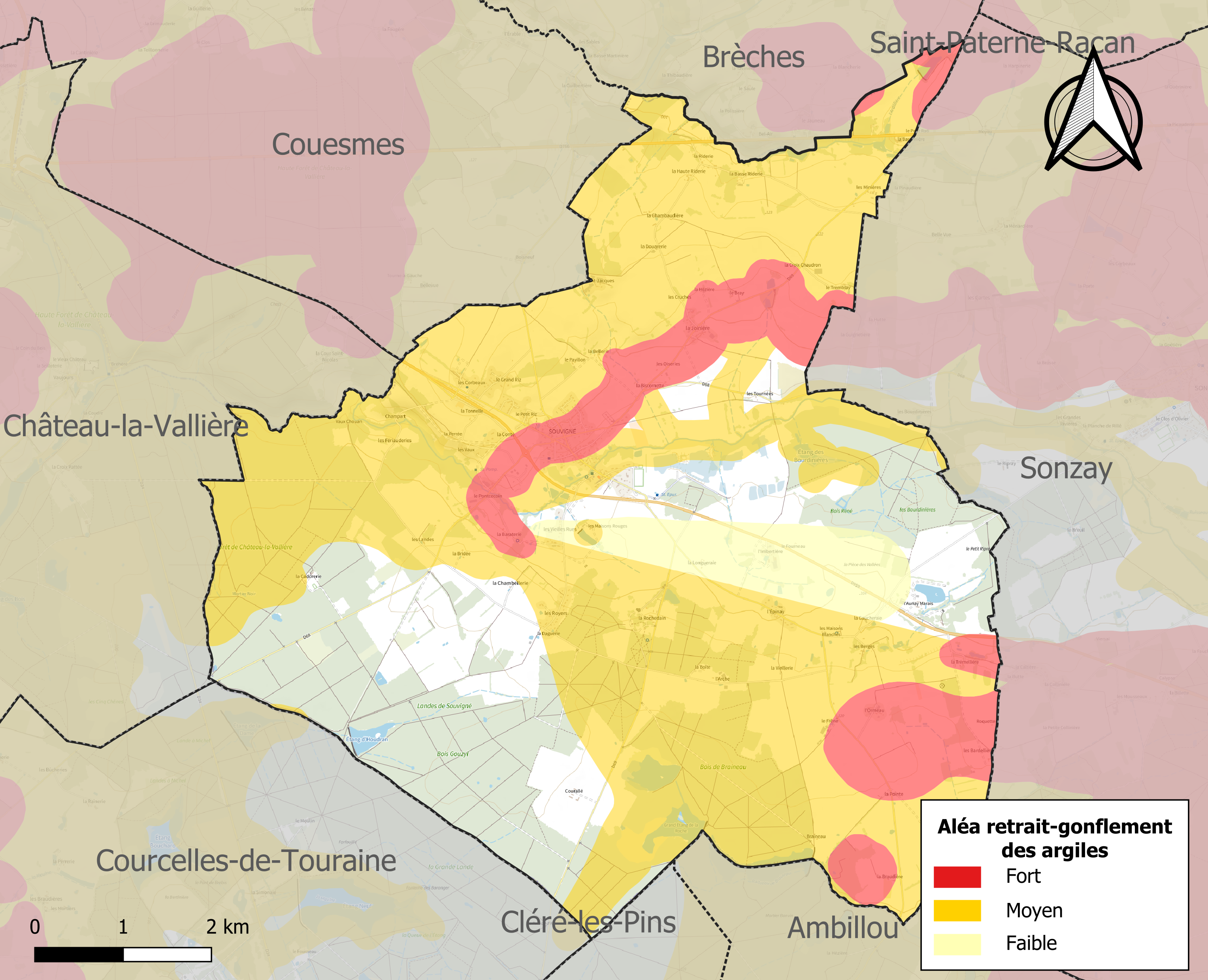
Carte des zones d'aléa retrait-gonflement des sols argileux de Souvigné.

Le retrait-gonflement des sols argileux est susceptible d'engendrer des dommages importants aux bâtiments en cas d’alternance de périodes de sécheresse et de pluie. 68,4 % de la superficie communale est en aléa moyen ou fort (90,2 % au niveau départemental et 48,5 % au niveau national). Sur les 409 bâtiments dénombrés sur la commune en 2019, 370 sont en aléa moyen ou fort, soit 90 %, à comparer aux 91 % au niveau départemental et 54 % au niveau national. Une cartographie de l'exposition du territoire national au retrait gonflement des sols argileux est disponible sur le site du BRGM,.
Concernant les mouvements de terrains, la commune a été reconnue en état de catastrophe naturelle au titre des dommages causés par des mouvements de terrain en 1999.

## Histoire
Souvigné, dépendait autrefois de Château-la-Vallière. L'église fut fondée par un seigneur du Chasteaux, baron de Chasteaux-en-Anjou, futur Château-la-Vallière. La paroisse faisait partie de la sénéchaussée angevine de Baugé en Anjou. La région est surnommée la Touraine angevine.

## Politique et administration

### Liste des maires
| Période      | Période      | Identité          | Étiquette | Qualité |
| ------------ | ------------ | ----------------- | --------- | --- |
| avant 1988   | ?            | Robert Desbois    |           | |
| mars 2001    | 4 avril 2014 | Martine Chaigneau | PS        | Conseillère générale du canton de Château-la-Vallière (2004-2015) Vice-présidente du conseil général jusqu'en 2015 Conseillère départementale depuis 2015 (canton de Langeais) Présidente de la C.C. Touraine Nord Ouest |
| 4 avril 2014 | 2020         | Delphine Auneau   | SE        | |
| 2020         | En cours     | Chrystophe Aubert |           | |

### Tendances politiques et résultats
| Scrutin             | Scrutin             | 1er tour | 1er tour | 1er tour | 1er tour | 1er tour  | 1er tour | 1er tour | 1er tour  | 1er tour | 1er tour | 1er tour | 1er tour | 2d tour | 2d tour | 2d tour | 2d tour | 2d tour | 2d tour |
| Scrutin             | Scrutin             | 1er      | 1er      | %        | 2e       | 2e        | %        | 3e       | 3e        | %        | 4e       | 4e       | %        | 1er     | 1er     | %       | 2e      | 2e      | %       |
| ------------------- | ------------------- | -------- | -------- | -------- | -------- | --------- | -------- | -------- | --------- | -------- | -------- | -------- | -------- | ------- | ------- | ------- | ------- | ------- | ------- |
| Présidentielle 2017 | Présidentielle 2017 |          | FN       | 31,24    |          | LR        | 18,27    |          | LFI       | 16,50    |          | EM       | 16,31    |         | EM      | 50,23   |         | FN      | 49,77   |
| Présidentielle 2022 | Présidentielle 2022 |          | RN       | 36,82    |          | LREM      | 20,16    |          | LFI       | 15,89    |          | DLF      | 5,23     |         | RN      | 57,54   |         | LREM    | 42,46   |
| Législatives 2022   | 5e                  |          | RN       | 37,33    |          | MoDem-Ens | 17,00    |          | PCF-Nupes | 13,67    |          | LR       | 13,33    |         | RN      | 63,74   |         | MoDem   | 36,26   |
| Législatives 2024   | 5e                  |          | RN       | 47,11    |          | PCF-NFP   | 20,34    |          | MoDem-Ens | 17,56    |          | LR       | 10,71    |         | RN      | 56,25   |         | MoDem   | 43,75   |

## Population et société

### Démographie
L'évolution du nombre d'habitants est connue à travers les recensements de la population effectués dans la commune depuis 1793. Pour les communes de moins de 10 000 habitants, une enquête de recensement portant sur toute la population est réalisée tous les cinq ans, les populations de référence des années intermédiaires étant quant à elles estimées par interpolation ou extrapolation. Pour la commune, le premier recensement exhaustif entrant dans le cadre du nouveau dispositif a été réalisé en 2006.

En 2022, la commune comptait 932 habitants, en évolution de +10,43 % par rapport à 2016 (Indre-et-Loire : +1,67 %, France hors Mayotte : +2,11 %).
| 1793 | 1800 | 1806 | 1821 | 1831 | 1836 | 1841 | 1846 | 1851 |
| ---- | ---- | ---- | ---- | ---- | ---- | ---- | ---- | ---- |
| 713  | 702  | 704  | 657  | 714  | 709  | 684  | 692  | 740  |

| 1856 | 1861 | 1866 | 1872 | 1876 | 1881 | 1886 | 1891 | 1896 |
| ---- | ---- | ---- | ---- | ---- | ---- | ---- | ---- | ---- |
| 818  | 819  | 810  | 764  | 764  | 778  | 821  | 801  | 806  |

| 1901 | 1906 | 1911 | 1921 | 1926 | 1931 | 1936 | 1946 | 1954 |
| ---- | ---- | ---- | ---- | ---- | ---- | ---- | ---- | ---- |
| 819  | 789  | 787  | 668  | 705  | 683  | 705  | 791  | 777  |

| 1962 | 1968 | 1975 | 1982 | 1990 | 1999 | 2006 | 2011 | 2016 |
| ---- | ---- | ---- | ---- | ---- | ---- | ---- | ---- | ---- |
| 667  | 622  | 604  | 540  | 527  | 554  | 686  | 797  | 844  |

| 2021 | 2022 | - | - | - | - | - | - | - |
| ---- | ---- | - | - | - | - | - | - | - |
| 914  | 932  | - | - | - | - | - | - | - |

### Enseignement
Souvigné se situe dans l'Académie d'Orléans-Tours (Zone B) et dans la circonscription de Saint-Cyr-sur-Loire.
L'école primaire accueille les élèves de la commune.

## Lieux et monuments
- L'ancien château de Rochedain ou Rochedin, fut érigé au Moyen Âge par les seigneurs du Chasteaux-en-Anjou, futur Château-la-Vallière. Ce château aurait été détruit, selon certains lors de la Révolution française.En fait cette propriété appartenant aux de la Rue du Can, famille de Sonzay et Cléré, ne subit pas de dommages. On peut en voir  des illustrations dans des ouvrages. Depuis, s'élève un autre château datant du XIXe siècle.voir La Rochedain.
- L'église Saint-Michel de Souvigné,  Inscrit MH (1926)[33].